# Tårup Sogn (Nyborg Kommune)
 For alternative betydninger, se Tårup Sogn. (Se også artikler, som begynder med Tårup Sogn)
Tårup Sogn er et sogn i Kerteminde-Nyborg Provsti (Fyens Stift).
Taarup Kirke blev i 1883 indviet som filialkirke til Frørup Kirke. Tårup blev så et kirkedistrikt i Frørup Sogn, som hørte til Vindinge Herred i Svendborg Amt. Frørup sognekommune inkl. kirkedistriktet blev ved kommunalreformen i 1970 indlemmet i Nyborg Kommune.
Da kirkedistrikterne blev nedlagt 1. oktober 2010, blev Taarup Kirkedistrikt udskilt som det selvstændige Tårup Sogn.
Stednavne, se Frørup Sogn.